# CB Coclé
Uniformes
Le CB Coclé est un club panaméen de baseball évoluant en Ligue du Panama.
Basé à Aguadulce (Coclé), le CB Coclé évolue à domicile à l'Estadio Jose Antonio Remon Cantera, enceinte de 2 500 places. Fondé en 1944, le club compte un titre de champion national (1987).

## Palmarès
- Champion du Panama (1) : 1987[1].

## Histoire
Champion national en 1987, Coclé participe au championnat depuis sa première édition, en 1944.